# 莱-拉米杜
莱-拉米杜（法語：Lay-Lamidou，法語發音：[laj lamidu]）是法国大西洋比利牛斯省的一个市镇，属于奥洛龙-圣玛丽区。该市镇于1842年由原市镇莱村（Lay）和拉米杜（Lamidou）合并而成。

## 地理
莱-拉米杜（43°17'29"N, 0°43'14"W）面积5.47 平方千米，位于法国新阿基坦大区大西洋比利牛斯省，该省份为法国东南部省份，涵盖了贝阿恩与北巴斯克，西临大西洋比斯開灣，北至朗德省，东北接热尔省，东临上比利牛斯省，南与西班牙接壤。
与莱-拉米杜接壤的市镇（或旧市镇、城区）包括：多尼昂、吕克德贝阿恩、奥热讷-康普托尔、普雷沙克-纳瓦朗克斯。
莱-拉米杜的时区为UTC+01:00、UTC+02:00（夏令时）。

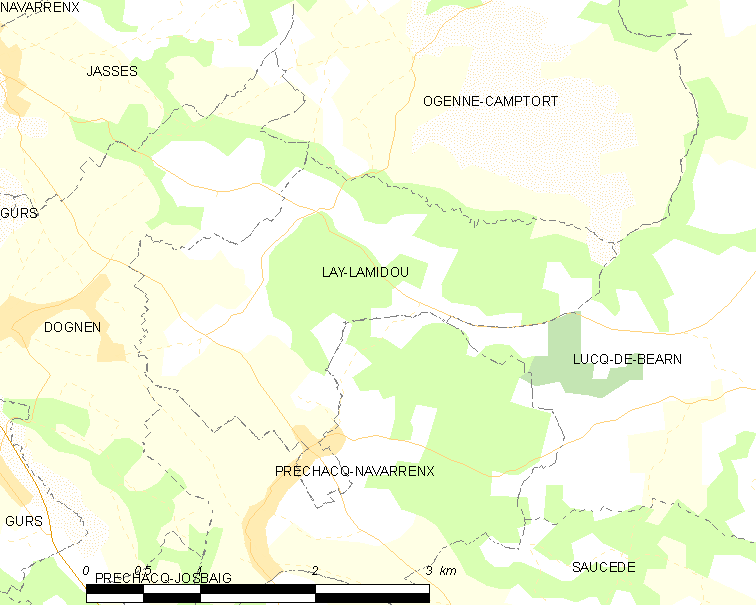
莱-拉米杜的OSM定位图

## 行政
莱-拉米杜的邮政编码为64190，INSEE市镇编码为64326。

## 政治
莱-拉米杜所属的省级选区为贝阿恩中心县。

## 人口

1962-2008年间莱-拉米杜人口变化图示

莱-拉米杜于2022年1月1日时的人口数量为126人。